# Lanuza
Lanuza (Bayan ng Lanuza) är en kommun i Filippinerna. Kommunen ligger på ön Mindanao, och tillhör provinsen Surigao del Sur. Folkmängden uppgår till 10 057 invånare.
Lanuza är indelat i 13 barangayer.

## Bildgalleri

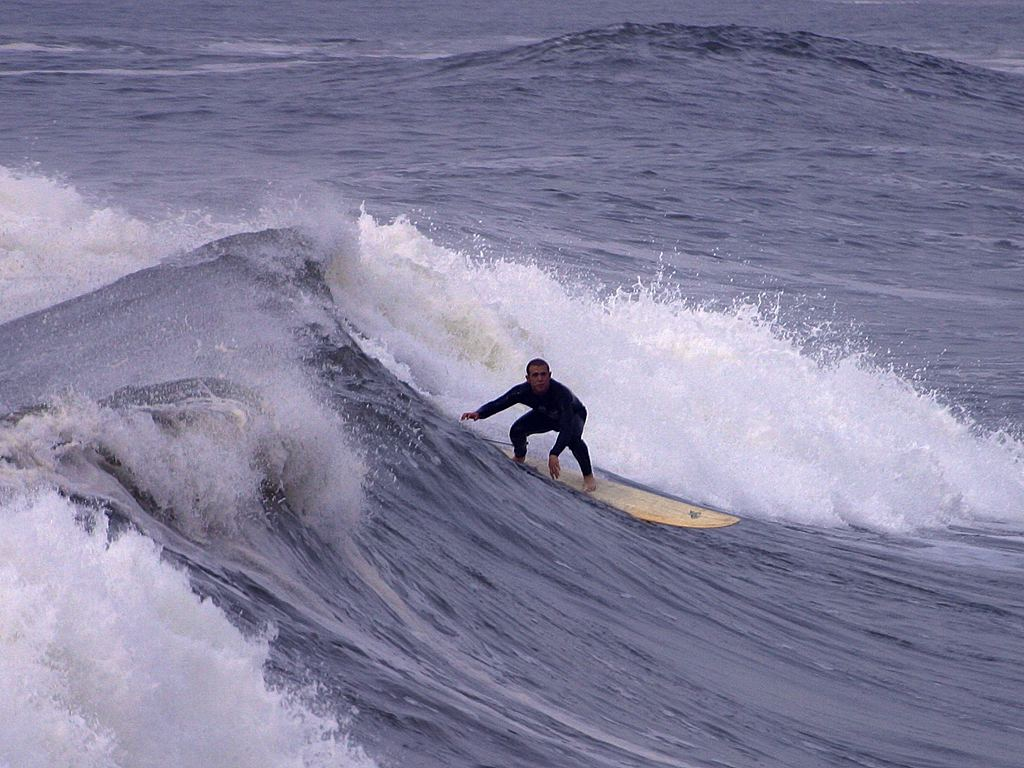